# Ludovic Lalanne
Ludovic Lalanne (Parigi, 23 aprile 1815 – Parigi, 16 maggio 1898) è stato un bibliotecario, bibliografo e paleografo francese.

## Biografia
Fratello dell'ingegnere e politico Léon Lalanne (1811-1892), ha studiato presso il lycée Louis-le-Grand e successivamente presso l'École des Chartes dove si è diplomato come paleografo e archivista, e nel 1841 è stato bibliotecario dell'Istituto.
È stato membro del Comité des travaux historiques et scientifiques, archivista della Société de l'École des Chartes e presidente della Société de l'histoire de France.

## Opere principali
- Essai sur le feu grégeois et sur la poudre à canon, 1845
- Les Pèlerinages en Terre Sainte avant les Croisades, 1845
- Curiosités littéraires, 1845
- Curiosités bibliographiques, 1845 (ed. italiana Curiosità bibliografiche, Brescia, Associazione Bibliofili Bresciani, 1995)
- Journal d'un bourgeois de Paris sous François Ier (1515–1536), 1854
- Curiosités philologiques, géographiques et ethnologiques, 1855
- Les Tragiques d'Augrippa d'Abigné, 1857
- Mémoires de Marguerite de Valois, 1858
- Curiosités biographiques, 1858
- Œuvres de Malherbe, 1862
- Dictionnaire historique de la France, 1872–77
- Mémoires de Roger de Rabutin, comte de Bussy, 1882
- Le Livre de fortune de Jehan Cousin, recueil de deux cents dessins inédits, 1883
- Œuvres complètes de Pierre de Bourdeille, seigneur de Brantôme, 1864–82
- Journal du voyage du Cavalier Bernin en France, 1885
- Œuvres de Lagrange, 1892
- Brantôme sa vie et ses écrits, 1896